# Carl Fredrik Muller
Carl Friedric (Fredrik) Muller (Müller), född 1734, död 1 september 1809, var en svensk ämbetsman.
Muller var kanslist i Kungl. Maj:ts kansli och notarie i kommerskollegium från 1767. Han var assessor, tonsättare och amatörmusiker (fagottist, violoncellist, cembalist och bassångare). Muller invaldes som ledamot nr. 66 av Kungliga Musikaliska Akademien den 13 december 1774 och var dess sekreterare 1777–1797.